# دومینیکا بانویچ
دومینیکا بانویچ (لهستانی: Dominika Baniewicz؛ انگلیسی: Dominika Banevič، زادهٔ ۸ ژوئن ۲۰۰۷) ورزشکار رقص بریک اهل لیتوانی است.
وی در مسابقات کشوری و بین‌المللی در مجموع برندهٔ ۲ مدال طلا، ۱ مدال نقره، ۱ مدال برنز شده است.